# Manuel Portela
Manuel Portela Valladares (Pontevedra, 31 de janeiro de 1867 —  Bandol, 29 de abril de 1952) foi um político espanhol de ideologia liberal centrista.  Foi ministro durante o reinado de Afonso XIII e ocupou o lugar de presidente do governo durante a Segunda República Espanhola de 1935 a 1936.

## Vida
Filho de Juan Portela Deus e Teresa Valladares Rial, ficou órfão de pai com apenas dez anos. Foi acolhido pela sua tia, Juana Portela Deus, mulher do impressor José Villas. Estudou no colégio de jesuítas de Camposancos em A Guarda, para posteriormente seguir a carreira de Direito na Universidade de Santiago de Compostela, graduando-se em 1889.
Até 1899 residiu na cidade de Pontevedra, onde trabalhou como redator do Diario de Pontevedra, exerceu de juiz municipal e foi decano do Colégio de Advogados. Em 1898, com apenas 31 anos, conseguiu vaga de registrador da propriedade em Madrid.
Instalado em Madrid, entrou no mundo da política da mão de Montero Ríos, sendo eleito deputado a Cortes em 1905. Em 1910  foi de novo eleito pelo distrito luguês da Fonsagrada. Em 1909 foi fundador, com outros intelectuais e políticos, da Liga Agrária de Acción Gallega que lideraria Basilio Álvarez, a quem ligava uma grande amizade.
Homem de confiança de José Canalejas, foi nomeado em 1910 Governador Civil de Barcelona e dois anos mais tarde fiscal do Tribunal Supremo. Em 1923 exerceu como ministro de Fomento do último gabinete liberal de Garcia Prieto anterior à ditadura de Primo de Rivera.
Em 1924 fundou em Vigo El Pueblo Gallego, jornal democrático que abriu as portas a intelectuais republicanos e galeguistas, fazendo campanha em prol de uma regeneração da vida política espanhola.
Em 1930, Portela Valladares foi um dos assinantes do chamado Pacto de Barrantes, no qual participaram os mais destacados líderes republicanos e nacionalistas do momento na Galiza, entre eles Alfonso Daniel Rodríguez Castelao, com quem compartia a necessidade de autonomia para a Galiza e a quem uniria uma mútua relação de amizade.
Em 1931 contraiu matrimônio com a aristocrata catalã Clotilde Puig i Mir, que lhe deu o título de conde de Brias e proporcionou-lhe uma importante fortuna.
Durante a República foi de 1931 a 1933 parlamentar por Lugo e em 1936 pela província de Pontevedra.
Em 1935, sob o governo direitista de Alejandro Lerroux, foi governador geral da Catalunha (Março-Abril 1935) e ministro da Governação em duas ocasiões. No fim de ano, o presidente da República Alcalá Zamora encomendou-lhe a presidência do Governo. O governo centrista que presidiu exerceu as suas funções até a tomada de posse em Fevereiro de 1936 do governo resultante das eleições gerais. Apesar das pressões golpistas dos grupos direitistas, reconheceu a vitória da Frente Popular e entregou o poder aos vencedores legítimos a  19 de fevereiro.
Após estourar esse mesmo ano a Guerra Civil, Portela permaneceu leal à República, sendo fiel à sua ideologia liberal e reformista. Desde Barcelona, onde se encontrava quando a sublevação de 18 de Julho, retirar-se-ia a Nice, para posteriormente retornar a Espanha e oferecer os seus serviços ao governo republicano de Juan Negrín. Participou nas cortes de Valência reunidas em Outubro de 1937.
Finalizada a contenda em 1939, viu-se obrigado a sair novamente para a França, onde foi apresado pela Gestapo. Embora o regime franquista instalado na Espanha solicitasse a sua extradição, esta não foi concedida.
Faleceu no exílio em Bandol, perto de Marselha, em 1952.

## Obra
- Ante el estatuto. Unificación y diversificación de las nacionalidades  . Ed. do resumo da conferencia de 1932 por Manoel Carrete em   Vento do Leste . Barcelona: Federación de Entidades Culturais Galegas de Catalunya.
- Dietario (1936-1950)  . Edición de Jose Antonio Durán (1988):  Dietario de dos guerras (1936-1950): notas, polémicas y correspondencia de un centrista español . Sada, A Coruña: Edicións do Castro.
- Memorias (1952)  . Ed. de Jose Antonio Durán (1988):   Memorias dentro del drama español  . Madrid: Alianza Editorial.
- A Nosa Terra e Nós. Escritos em galego . Ed, de Xosé Enrique Acuña (1992). Pontevedra: Casal.